# Hustru för en dag
Hustru för en dag är en svensk film från 1933 i regi av Gösta Rodin.
Rodin skrev även manus tillsammans med Torsten Lundqvist. Adrian Bjurman stod för foto och klippning och Karl Wehle för musiken. Filmen var 81 minuter lång och hade urpremiär den 11 februari 1933. Produktions- och distributionsbolag var AB Publikfilm. Filmen var barntillåten.

## Handling
Herr Wall behöver en hustru för en dag för att få ut ett arv av sin faster.

## Rollista
- Aina Rosén – Ingrid, arbetslös flicka
- Greta Lundberg – Karin, arbetslös flicka
- Erik "Bullen" Berglund – Svensson, privatdetektiv
- Tollie Zellman – faster Eufemia Wall från Amerika
- Nils Ohlin – Rikard Wall
- Rune Carlsten – Brylander, advokat
- Olle Hilding – Benjamin, procentare
- Ruth Stevens – frånskilda frun
- Åke Uppström – Knutte, Stockholmsgrabb

### Fotnoter
1. 1 2 3  ”Hustru för en dag”. Svensk Filmdatabas. http://www.sfi.se/sv/svensk-filmdatabas/Item/?itemid=3727&type=MOVIE&iv=Basic&ref=/templates/SwedishFilmSearchResult.aspx?id%3d1225%26epslanguage%3dsv%26searchword%3dhustru+f%C3%B6r+en+dag%26type%3dMovieTitle%26match%3dBegin%26page%3d1%26prom%3dFalse. Läst 7 februari 2013.